# Liste der Einträge im National Register of Historic Places im Morgan County (West Virginia)
Diese Liste der Einträge im National Register of Historic Places im Morgan County (West Virginia) enthält alle im Morgan County, West Virginia in das National Register of Historic Places eingetragenen Gebäude, Bauwerke, Objekte, Stätten oder historischen Distrikte.
Diese Liste entspricht dem Bearbeitungsstand des National Park Service/National Register of Historic Places vom 27. September 2024.

## Legende
| NRHP | Historic Place             |
| HD   | National Historic District |

## Aktuelle Einträge
| [ 2 ] | Name                                                                 | Bild                                                       | Eintragsdatum                  | Lage                                                                                                 | Ort                                     | Beschreibung |
| ----- | -------------------------------------------------------------------- | ---------------------------------------------------------- | ------------------------------ | --- | --------------------------------------- | ------------ |
| 1     | Ambrose Chapel                                                       |                                                            | 15. Dez. 1998 ID-Nr. 98001470  | Winchester Grade Rd. 39° 31′ 42″ N, 78° 13′ 53″ W                                                    | Stotlers Crossroads                     |              |
| 2     | Berkeley Springs State Park                                          | weitere Bilder                                             | 24. Mai 1976 ID-Nr. 76001943   | S. Washington und Fairfax Sts. 39° 37′ 35″ N, 78° 13′ 44″ W                                          | Berkeley Springs                        |              |
| 3     | Berkeley Springs Train Depot                                         | Berkeley Springs Train Depot                               | 23. März 2001 ID-Nr. 00001313  | 342 N. Washington St. 39° 37′ 52″ N, 78° 13′ 28″ W                                                   | Berkeley Springs                        |              |
| 4     | Chesapeake and Ohio Canal National Historical Park                   | weitere Bilder                                             | 15. Okt. 1966 ID-Nr. 66000036  | entlang am Potomac River von Georgetown, D.C. nach Cumberland (Maryland) 38° 53′ 59″ N, 77° 3′ 28″ W | Harpers Ferry, Paw Paw und Shepardstown |              |
| 5     | T. H. B. Dawson House                                                | weitere Bilder                                             | 10. Feb. 1983 ID-Nr. 83003247  | 139 S. Green St. 39° 37′ 27″ N, 78° 13′ 39″ W                                                        | Berkeley Springs                        |              |
| 6     | Clarence Hovermale House                                             | Clarence Hovermale House                                   | 2. Mai 2003 ID-Nr. 03000350    | 167 Wilkes St. 39° 37′ 42″ N, 78° 13′ 41″ W                                                          | Berkeley Springs                        |              |
| 7     | Morgan County Courthouse                                             | weitere Bilder                                             | 7. Sep. 2005 ID-Nr. 05001004   | 202 Fairfax St. 39° 37′ 44″ N, 78° 13′ 39″ W                                                         | Berkeley Springs                        |              |
| 8     | New Deal Resources in Cacapon State Park Historic District           | New Deal Resources in Cacapon State Park Historic District | 12. Aug. 2019 ID-Nr. 100002853 | 818 Cacapon Lodge Drive 39° 30′ 20,5″ N, 78° 18′ 6,8″ W                                              | Berkeley Springs                        |              |
| 9     | Paw Paw Old Mayor's Office and Jail                                  | Paw Paw Old Mayor's Office and Jail                        | 2. Nov. 2023 ID-Nr. 100009542  | 93 Lee Street 39° 32′ 1,7″ N, 78° 27′ 32,4″ W                                                        | Paw Paw                                 |              |
| 10    | Paw Paw Black School                                                 | Paw Paw Black School                                       | 17. Juli 2024 ID-Nr. 100010588 | 149 North Amelia Street 39° 31′ 53″ N, 78° 27′ 34,9″ W                                               | Paw Paw                                 |              |
| 11    | John Herbert Quick House                                             | John Herbert Quick House                                   | 23. Aug. 1984 ID-Nr. 84003639  | 73 Manor House Ln. 39° 34′ 56″ N, 78° 16′ 3″ W                                                       | Berkeley Springs                        |              |
| 12    | Saint Charles Catholic Mission Church                                | Saint Charles Catholic Mission Church                      | 28. März 2024 ID-Nr. 100010184 | 153 Winchester Street 39° 31′ 56,6″ N, 78° 27′ 28,4″ W                                               | Paw Paw                                 |              |
| 13    | Sloat-Horn-Rossell House                                             | Sloat-Horn-Rossell House                                   | 23. Aug. 1984 ID-Nr. 84003643  | 234 Fairfax St. 39° 37′ 37″ N, 78° 13′ 34″ W                                                         | Berkeley Springs                        |              |
| 14    | Samuel Taylor Suit Cottage                                           | weitere Bilder                                             | 28. Nov. 1980 ID-Nr. 80004035  | 276 Cacapon Rd. 39° 37′ 38″ N, 78° 13′ 49″ W                                                         | Berkeley Springs                        |              |
| 15    | Town of Bath Historic District                                       | Town of Bath Historic District                             | 23. Apr. 2009 ID-Nr. 09000245  | zwischen Washington, Fairfax Sts. und angrenzender Straßenblocks 39° 37′ 36″ N, 78° 13′ 40″ W        | Bath (Berkeley Springs)                 |              |
| 16    | Western Maryland Railroad Right-of-Way, Milepost 126 to Milepost 160 | weitere Bilder                                             | 23. Juli 1981 ID-Nr. 81000078  | Milepost 126 und Milepost 160 39° 33′ 53″ N, 78° 32′ 8″ W                                            | Jerome                                  |              |
| 17    | Judge John W. Wright Cottage                                         | Judge John W. Wright Cottage                               | 28. Apr. 1986 ID-Nr. 86000896  | 156 S. Green St. 39° 37′ 28″ N, 78° 13′ 40″ W                                                        | Berkeley Springs                        |              |